# Bakonybánk
Bakonybánk är ett mindre samhälle i provinsen Komárom-Esztergom i Ungern. År 2019 hade Bakonybánk totalt 392 invånare.